# روجيريو
روجيريو اوليفيرا دا سيلفا (مواليد 13 يناير 1998) هو لاعب كرة قدم برازيلي يلعب في مركز الظهير الأيسر في نادي ساسولو.

## روابط خارجية
- روجيريو على موقع إي إس بي إن إف سي (الإنجليزية)
- روجيريو على موقع قاعدة بيانات كرة القدم.إي يو (الإنجليزية)
- روجيريو على موقع Soccerbase.com (لاعب) (الإنجليزية)
- روجيريو على موقع Soccerway.com (الإنجليزية)
- روجيريو على موقع عالم كرة القدم.نت (الإنجليزية)
- روجيريو على موقع AS.com (الإسبانية)